# Benthamielleae
Benthamielleae es una tribu de plantas de la familia de las solanáceas (Solanaceae). Comprende los siguientes géneros.

## Géneros
- Benthamiella Speg.
- Combera Sandwith
- Pantacantha Speg.